# Diecezja Ponta de Pedras
Diecezja Ponta de Pedras (łac. Dioecesis Petrosi Culminis) – diecezja Kościoła rzymskokatolickiego w Brazylii. Należy do metropolii Belém do Pará, wchodzi w skład regionu kościelnego Norte 2. Została erygowana przez papieża Pawła VI bullą Animorum societas w dniu 25 czerwca 1963 jako prałatura terytorialna. 16 października 1979 podniesiona do rangi diecezji.